# Pantepec (Chiapas)
Pantepec es una localidad del estado mexicano de Chiapas. Es la cabecera del municipio de Pantepec.

## Toponimia
El nombre «Pantepec» proviene de los términos en náhuatl pan, sobre; tepetl, cerro. Su significado es «sobre el cerro».

## Demografía
| Gráfica de evolución demográfica |
|                                  |

| Censo | Población |
| ----- | --------- |
| 1900  | 1 210     |
| 1910  | 956       |
| 1921  | 1 400     |
| 1930  | 1 345     |
| 1940  | 568       |
| 1950  | 609       |
| 1960  | 565       |
| 1970  | 468       |
| 1980  | 687       |
| 1990  | 1 098     |
| 2000  | 1 298     |
| 2010  | 1 820     |
| 2020  | 1 924     |